# Kod uwierzytelniania wiadomości
Kod uwierzytelnienia wiadomości (ang. message authentication code, MAC, także message integrity code, MIC) – jednokierunkowa funkcja wykorzystująca klucz tajny w celu utworzenia skrótu wiadomości. Kody uwierzytelnienia wiadomości wykorzystywane są do uwierzytelnienia danych oraz zapewnienia ich integralności. Od klasycznych funkcji jednokierunkowych odróżnia je to, że poprawność wiadomości mogą sprawdzić tylko osoby dysponujące kluczem tajnym.
We współczesnej kryptografii jako kody MAC wykorzystuje się funkcję skrótu z domieszanym kluczem tajnym (HMAC, UMAC) lub szyfr blokowy (CBC-MAC, XCBC, CMAC, OMAC, PMAC). Ponadto ponieważ głównym zastosowaniem MAC jest zapewnienie integralności i autentyczności w trakcie szyfrowania danych, stworzono odpowiednie tryby pracy szyfrów blokowych, które realizują te funkcje równocześnie (OCB, CCM).